# Roger Eno
Roger Eno (* 29. dubna 1959 Woodbridge, Suffolk) je anglický hudebník a skladatel. Narodil se ve Woodbridge a vě svých dvanácti letech začal hrát na eufonium. V šestnácti pak nastoupil na Colchester College, kde studoval hudbu. V roce 1983 hrál na albu Apollo, což byl společný projekt jeho bratra Briana a kanadského producenta Daniela Lanoise. Se svým bratrem později spolupracoval ještě několikrát. Během své kariéry spolupracoval s mnoha dalšími hudebníky, mezi které patří například David Gilmour, Michael Brook a Kate St John. Rovněž vydal řadu vlastních alb.